# Herbert Becker
Herbert Becker (ur. 13 marca 1887 w Torgau, zm. 3 stycznia 1974 w Gernlinden) – generał policji SS-Gruppenführer oraz komendant policji porządkowej (niem. Generalleutnant der Ordnungpolizei) w Generalnym Gubernatorstwie w okresie od października 1939 roku do sierpnia 1940 i ponownie od maja 1942 do lipca 1943.

## Życiorys
Karierę wojskową rozpoczął w marcu 1906. W 1919 odszedł z wojska i rozpoczął karierę w niemieckiej Policji, wstępując do Schupo (Sicherheitspolizei). W latach 1938–1939 był dowódcą Marschegruppe IV Wiedeń, a później Befehlshaber der Ordnungspolizei (BdO) również w Wiedniu. 25 października 1939 został przeniesiony do Krakowa. Członek SS z numerem 310 477 oraz NSDAP z numerem 3 144 750.